# Alma Valencia
Alma Jane Valencia Escoto (ur. 18 października 1990) – meksykańska zapaśniczka w stylu wolnym. Olimpijka z Tokio 2020, gdzie zajęła jedenaste miejsce w kategorii 57 kg. 
Siódma na mistrzostwach świata w 2014. Wicemistrzyni igrzysk panamerykańskich w 2015 i siódma w 2011. Zdobyła pięć medali na mistrzostwach panamerykańskich. Złota medalistka igrzysk Ameryki Środkowej i Karaibów w 2014 i srebrna w 2010 roku.